# 행정쟁송
행정쟁송(行政爭訟)은 행정작용에 의하여 권리나 이익을 침해당한 자가 이를 구제받기 위하여 제기하는 절차를 뜻한다. 넓은 의미의 행정쟁송은 행정상 법률관계에 관하여 분쟁이나 의문이 있는 경우에 이해관계인의 쟁송의 제기에 의하여 일정한 국가기관이 그에 대하여 심리·판정하는 일련의 절차를 말한다. 행정쟁송은 일차적으로는 행정객체인 국민의 권익 보호라는 주관적 권리구제기능을 갖는 반면, 이차적으로는 객관적 법질서의 확립이라는 객관적 기능을 갖는데, 이를 행정쟁송의 이중적 기능이라고 한다. 행정쟁송에는 대표적으로 행정심판·이의신청·소원 및 행정소송이 있다.

## 행정심판과 행정소송 비교
국민의 권익침해에 대한 구제를 목적으로 하는 실질적 쟁송이라는 점에서 동일하다.  행정심판의 쟁송대상은 위법행위 또는 부당행위이나 행정소송은 위법행위만이다. 행정심판은 약식쟁송이기 때문에 구술심리 또는 서면심리에 의하나, 행정소송은 정식쟁송이므로 구술심리주의가 원칙이다. 행정심판의 판정기관은 행정기관이나 행정소송은 법원이다.

## 같이 보기
- 행정심판전치주의